# يان بلاغي سفلي
يان بلاغي سفلي هي قرية في مقاطعة هشترود، إيران. عدد سكان هذه القرية هو 23 في سنة 2006.